# Sven Aggesen
Sven Aggesen (Vorname auch Svend, Familienname auch Aagesen, Aggesøn, Aggessøn; lateinisch Sveno Aggonis filius; * um 1140 bis 1150; † nach 1186) war einer der ältesten dänischen Geschichtsschreiber. Er war wohl etwas älter als der bekanntere dänische Historiker Saxo Grammaticus.

## Abstammung und Leben
Sven Aggesen entstammte der adligen jütländischen Familie Trugotsen. Sein ältester bekannter Vorfahre, Trugot, gehörte bereits zu den damaligen führenden Männern Dänemarks. Ein anderer seiner Verwandten war der Erzbischof Asser von Lund (1104–1137), der zwei Brüder, Sven und Christian, hatte. Von diesen wurde Sven 1132 Bischof von Viborg, während Christians einer Sohn, Eskil, ebenfalls Erzbischof von Lund (1137–1177) wurde und Christians anderer Sohn, Agge, der Vater des hier behandelten Geschichtsschreibers Sven Aggesen war.
Aufgrund der Kenntnisse der klassischen Antike, die Sven Aggesen in seinen Werken zeigt, dürfte er an einer ausländischen, möglicherweise französischen Universität studiert haben. Ob er Saxo Grammaticus persönlich kannte, ist ungewiss. Er erwähnt, dass sein Vater an der Seite von Erik II. Emune kämpfte. Er diente wohl als Gefolgsmann der dänischen Könige Waldemar I. und Knut VI. und begleitete sie auf deren Kriegszüge. In der neuesten Forschung kam aber auch die These auf, dass er ein Geistlicher gewesen sein könnte. Persönlich erlebte er die Unterwerfung Pommerns durch Dänemark mit. Die Abfassung seiner Werke fällt in die Jahre nach 1180. Sein Todesjahr ist unbekannt.

## Werk
Sven Aggesen schrieb ein solides, mittelalterliches Latein mit dichterischen und prosaischen Zitaten auch aus der Vulgata. Nach seinem eigenen Eingeständnis beherrschte Saxo Grammaticus einen vornehmeren Stil als er selbst. In den Vorworten zu seinen Büchern betont er die Wichtigkeit, geschichtliche Ereignisse niederzuschreiben. Er hatte keine Auftraggeber für seine Werke und widmete sie im Gegensatz zu Saxo Grammaticus auch keinem Gönner. Trotzdem ging er von ihrem Fortbestand nach seinem Tod aus.
Wahrscheinlich um 1181–1182 entstand Aggesens lateinische Übersetzung der auf Knut den Großen zurückgeführten Gesetzessammlung Vitherlag (Lex castrensis), welche die Regeln am Hof und die Rechtsverhältnisse der königlichen Gefolgsleute (Thinglith) untereinander festlegte. Diese sollten insbesondere kultiviertere Umgangsformen miteinander pflegen lernen. Bereits 100 Jahre später wurden aber unter König Niels die Strafen für Fehlverhalten deutlich abgemildert. Erzbischof Absalon von Lund und Knut VI. stellten dann eine feste Praxis nach dem geschriebenen Gesetz sicher. Auch Saxo Grammaticus schrieb über das Gesetz, und außerdem ist noch eine dritte zeitgenössische dänische Version zu diesem Thema vorhanden, doch sind das Verhältnis dieser drei Schriften zueinander sowie ihre Quellen (vielleicht etwa mündliche Überlieferung) umstritten.
Nach dem Vorwort der Lex castrensis beabsichtigte Aggeson, als weiteres eigenes Werk eine Genealogie der dänischen Könige zu erstellen, wovon aber nur die Einleitung erhalten ist.
Ferner verfasste Aggesen unter dem Titel Brevis historia regum Dacie einen vielleicht um 1187 fertiggestellten Abriss der dänischen Reichsgeschichte, der von dem um 300 n. Chr. herrschenden legendären dänischen König Skjold bis 1185 reicht. Der Autor klagt im Vorwort über dürftiges ihm zur Verfügung stehendes Material und beteuert, möglichst wahrheitsgemäß schreiben zu wollen. Die mit Skjold beginnende Geschichtsdarstellung wird durch Aufzählung langer Königsreihen fortgesetzt. Aggesen kommt dabei u. a. ausführlicher auf den legendären Uffe zu sprechen, der bis zu seinem 30. Lebensjahr nicht gesprochen habe. Als der deutsche Kaiser Uffes alten, halb blinden Vater, König Wermund, zum Thronverzicht zugunsten Deutschlands oder zum Kampf aufforderte, habe Uffe seine Lethargie überwunden und den stärksten Krieger sowie den Sohn des Herausforderers besiegt. Eine weitere längere Erzählung behandelt den in der ersten Hälfte des 10. Jahrhunderts lebenden König Gorm den Alten und dessen schöne Gemahlin Thyra Danebod, die vom deutschen Kaiser vergeblich zum Verlassen ihres Gemahls und zur Übergabe Dänemarks an Deutschland zu überreden versucht worden sei. Auch Thyras Sohn Harald Blauzahn und dessen Sohn Sven Gabelbart wird eine ausführlichere Darstellung zuteil. Die dänische Geschichte führt Aggeson dann bis in seine eigene Zeit weiter. Im Schlussteil seines Werks widmet er sich u. a. dem Bericht über die Heldentaten Waldemars des Großen, so etwa dessen Christianisierung Rügens; auch Waldemars Gemahlin, Königin Sophia, wird besonders gehuldigt.
Über seine Quellen verlautbart Aggesen praktisch nichts. Bei der Schilderung Uffes verwendete er wohl die englische Lebensbeschreibung Vitae duorum Offarum, bei jener von Sven Gabelbart die knappe, um 1140 entstandene älteste Darstellung dänischer Geschichte, Chronicon Roskildense sowie vielleicht Adam von Bremens historisches Werk Gesta Hammaburgensis ecclesiae pontificum. Als weitere Quellen kommen u. a. Heiligenviten, schriftliche Königslisten, Volkssagen, Familientradition und für die Zeitgeschichte eigene Erfahrungen in Betracht.
Die Überlieferung der Werke Aggesens beruht nur auf zwei textlich sehr verschiedenen Schriftquellen des 17. Jahrhunderts: Einerseits handelt es sich dabei um ein dem dänischen königlichen Historiographen Claus Christoffersen Lyschander († 1624) zugeschriebenes Manuskript (AM 33, 4), andererseits um die 1642 gedruckte Ausgabe des dänischen Philologen und Historikers Stephan Hansen Stephanius (Suenonis Aggonis filii. Christierni nepotis, primi Danicae historici, quae extant opusculae). Lyschanders Version ist aufgrund zahlreicher schwierig aufzulösender Abkürzungen nur schwer verständlich. Der klassische Philologe Martin Clarentius Gertz veröffentlichte 1915 eine bereinigte Textfassung von Lyschanders Handschrift (En ny Text af Sven Aggessøns Værker), die aber in neuerer Zeit auch auf Kritik stieß. Laut Inge Skovgaard-Petersen existiert „keinerlei gesicherte Grundlage für eine wissenschaftliche Auseinandersetzung mit Sven Aggesen“.